# Droit réel innommé
En droit des biens de tradition civiliste, un droit réel innommé est un droit réel qui n'est pas expressément nommé dans un Code civil. La notion présente des analogies avec le contrat innommé en droit des obligations, qui réfère à un contrat qui ne figure pas au Code civil.
La notion de droit réel innommé s'oppose à la thèse du numerus clausus, selon laquelle il existe un nombre fermé de droits réels au Code civil.

## Droit par État

### Droit québécois
Puisque la propriété, l'usufruit, l'usage, la servitude réelle et l'emphytéose sont nommés au Code civil du Québec comme des droits réels (1119 C.c.Q. ; 911 C.c.Q.), un droit réel innommé n'est pas l'un de ces droits réels.
Dans la doctrine civiliste québécois, les auteurs ont notamment identifié la servitude personnelle et certains droits réels dans le domaine du droit des ressources naturelles (droits sur des titres miniers) comme étant des droits réels innommés.